# Planchonia papuana
Planchonia papuana là một loài thực vật có hoa trong họ Lecythidaceae. Loài này được R.Knuth miêu tả khoa học đầu tiên năm 1939.